# Botkyrka konsthall
Botkyrka konsthall är en svensk konsthall för samtidskonst, belägen i Fittja i Stockholm. Verksamheten låg tidigare i Tumba men invigdes i sina nuvarande lokaler 2019. I samma byggnad finns Fittja bibliotek. Konsthallen visar både svensk och internationell samtidskonst och driver programverksamhet med workshops, föreläsningar och andra arrangemang. Konsthallschef är sedan 2016 Miriam Andersson-Blecher.
Botkyrka konsthall är medlem i nätveret Cluster, med åtta konstorganisationer i Europa och Israel som alla är placerade i utkanten av större städer. De ingår också i det 2012 grundade nätverket Klister, med små och medelstora institutioner för samtidskonst i Sverige. Nätverket vill belysa mindre samtida institutioners roll i samhället. Där ingår bland andra Marabouparken konsthall, Tensta konsthall, Borås konstmuseum, Gävle konstcentrum, Skövde kulturhus och Röda sten konsthall i Göteborg. 